# Pietas Domini z oratorium Trójcy Świętej przy kościele Najświętszej Marii Panny w Gdańsku
Pietas Domini z oratorium Trójcy Świętej przy kościele Najświętszej Marii Panny w Gdańsku – gotycki obraz nieznanego mistrza zwanego umownie Mistrzem Gdańskiej Trójcy Świętej, namalowany około 1435 roku przedstawiający Boga Ojca podtrzymującego zdjęte z krzyża ciało Syna Bożego. Rolę pośrednika pełni Duch Święty w postaci gołębicy. Cechą charakterystyczną malowidła, jest wymowna odmiana ikonografii trynitarnej określana mianem Pietas Domini, lub Pietas Patris. Pierwotnie obraz stanowił część środkową tryptyku, stanowiącego wystrój oratorium Świętej Trójcy w kościele Mariackim na Głównym Mieście w Gdańsku. Podczas wojny zaginęła para ruchomych skrzydeł. Zachowana do dziś środkowa część od roku 1945 należy do warszawskiego Muzeum Narodowego.
Pierwotnie ołtarz umieszczony był w oratorium pw. Świętej Trójcy, któremu patronował cech szewców, który najprawdopodobniej był fundatorem tryptyku.

## Wygląd
Obraz namalowany jest techniką tempery na desce, ma kształt zbliżony do kwadratu. Centralną część kompozycji wypełnia przedstawienie Trójcy Świętej. Bóg Ojciec ukazany został tu jako osoba o sędziwym wieku. Jego krągła twarz charakteryzuje się mocno podkreślonymi wpółotwartymi oczami, niskim czołem, dużym nosem, długimi, odgarniętymi do tyłu siwymi włosami i bujnym zarostem; wydatnie podkreślonych długimi wąsach i brodzie której charakterystyczną cechą są linearnie podkreślone, lekko falujące kosmyki. Na Jego skroniach spoczywa corona clausa - rodzaj korony zamkniętej u góry dwoma kabłąkami zwieńczonymi krzyżykiem. Obręcz korony u góry zdobią stylizowane lilie heraldyczne, większe zestawiono naprzemiennie z mniejszymi. Odziany jest w obficie drapowany ciemnogranatowy masywny płaszcz ozdobiony złotymi ornamentalnymi obszyciami. W swoich rękach trzyma martwe i mocno wychudzone ciało Chrystusa, które opuszcza w dół i stawia go na sferze. Mimo bezwładności odznacza się dynamicznym układem: głowę ma schyloną w dół, ma szeroko rozstawione ramiona (ze względu na sposób podtrzymania ciała przez Boga, który chwyta korpus pod pachami) i nieco wygięte w kolanach nogi. Na ciele Chrystusa widoczne jest pięć ran po gwoździach i włóczni, krople zakrzepłej krwi, zaś biodra okryte ma przezroczystym perizonium.
Różowo-kremowa karnacja ciała wyraźnie odcina się od ciemnogranatowych Ojca. Między opadłą głową Chrystusa i twarzą Boga Ojca ukazano Ducha Świętego w postaci białej gołębicy, która jakby kończyła swój lot by spocząć na ramieniu Jezusa. Jego stopy spoczywają na przezroczystej kuli obrazującej sferę niebieską (gwiazdy na ciemnobłękitnym tle) i Ziemię. Tworzy ją wzniesiony na skale warowny, zbudowany z kamienia zamek z wewnętrznym dziedzińcem. Jego architektura zdradza formy gotyckie. Charakteryzuje się prostokątnym planem, dwoma kubicznymi bryłami połączonymi kurtynami murów, wysokimi, czerwonymi dachami oraz cylindryczną wieżą zwieńczoną stożkowym hełmem. Kompozycję zamykają cztery anioły, których upozowanie jest bardzo dopasowane do kształtu obrazu. Każdy z nich został potraktowany w sposób indywidualny: ma odmienne rysy twarzy, fryzurę, a ponadto kolory szat (ciemnobłękitne, zielone, różowe i żółto-kremowe) i upozowanie. Wszystkie anioły trzymają drapowaną czerwonawą tkaninę (o ciemnoturkusowym odwrocie) obficie zdobioną złocistym, stylizowanym ornamentem o formach geometryczno-roślinnych.

## Analiza
Obraz z fary Głównego Miasta, reprezentuje późniejszą odmianę ikonograficzną Trójcy Świętej określaną mianem Pietas Domini, częstokroć określaną również pojęciem Pietas Patris. Obok Tronu Łaski (Tronus Gratiae) była najczęściej preferowanym w gotyku typem przedstawienia o charakterze trynitarnym, w kontekście pasyjnym. Oba warianty łączy naczelna treść o charakterze soteriologicznym, gdzie oprócz Chrystusa, do dzieła zbawienia ludzkości włączony zostaje Bóg Ojciec, a rola pośrednicza między Ojcem i Synem przypada Duchowi Świętemu, który podobnie jak w scenach późniejszego Zesłania ukazywany jest w postaci gołębicy. W przypadku Pietas Domini zostaje pominięty wątek Ukrzyżowania, podkreślono tu bardziej bezpośrednio wstawiennictwo i miłosierdzie Boga Ojca, który w sposób wymowny podtrzymuje ciało Chrystusa za ramiona, ponadto stanowi to znak Bożego ojcostwa i odpowiednik matczynej troski gdzie w przypadku Piet martwe ciało Chrystusa podtrzymuje Maria. Podtrzymywana przez anioły brokatowa, kunsztownie zdobiona kotara, stanowi tu nie tylko swoiste panneau dla istoty obrazu, lecz także jest aluzją do zasłony Sancta Sanctorum starotestamentowej Świątyni Jerozolimskiej.
Pod stopami Zbawiciela namalowano sferę w której widnieje gotycka w formach budowla. Sfera ta mimo niewielkich rozmiarów w skali całej kompozycji odgrywa tu kluczową rolę ze względu na istotę zbawienia. Kula ta mieści jednocześnie niebiański firmament oraz ziemię utożsamioną z żyjącą tam ludzkością, która ma zostać zbawiona dzięki zbawczej ofierze Chrystusa. On został w sposób dobitnie ukazany jako najdoskonalszy pośrednik między Ziemią a Królestwem Niebieskim. Postać Chrystusa stanowi dominantę nie tylko od strony kompozycyjnej - wypełnia środek obrazu, lecz także ideowej - zgodnie z teologią świętego Pawła, zmarły na krzyżu Chrystus jest znakiem przebłagania Ojca przez Syna, stanowi symbol przyjęcia przez Ojca ofiary Syna i przez nią pojednania z człowiekiem. Treści te dopełniały niegdyś ukazane na awersach niezachowanych skrzydeł wizerunki aniołów dzierżące w rękach arma Christi.
Obraz jest świadectwem żywych wówczas relacji artystycznych Gdańska z krajami zachodnimi, głównie Niderlandami. Przypuszczano, że pierwowzorem miało być zniszczone w Bourges w 1410 roku, lecz wymienione w inwentarzu księcia de Berry malowane przedstawienie Pitié-de-Nostre-Seigneur namalowane prawdopodobnie przez André Beauneveu, dzięki ożywionym relacjom Burgundii z Niderlandami i tego regionu z Gdańskiem, nad Motławę mógł dotrzeć ten typ ikonograficzny. Część badaczy suponuje silne wpływy twórczości Brata Francke z twórcą gdańskiego retabulum, hamburski malarz-zakonnik jest prawdopodobnie twórcą malowidła z Trójcą Świętej dla kościoła Świętej Katarzyny w Tallinie, datowanego na 1429 rok. Za autora Pietas Patris z kościoła Mariackiego w Gdańsku większość badaczy uznaje anonimowego mistrza gdańskiego wykształconego w Burgundii i Niderlandach (prawdopodobnie w Brugii).
Najważniejszym dziełem wpisującym się w kontekst tryptyku z oratorium Świętej Trójcy jest niemal bliźniaczy obraz, który jeszcze przed II wojną światową stanowił wystrój kościoła Mariackiego w Gdańsku - wisiał na filarze naprzeciw kaplicy Świętego Jerzego. Kaplica ta dawniej należała do elitarnego bractwa rycerskiego o tym samym wezwaniu. W historiografii artystycznej niemalże zawsze podkreślano bezpośredni związek obu dzieł, przeważa jednak twierdzenie że obraz z oratorium Świętej Trójcy jest młodszym dziełem, bezpośrednio zależnym od datowanego na lata 1425-1430 malowidła należącego do rycerskiej konfraterni. Po wojnie obraz ten był uznawany za zaginiony, zaś w 1999 roku niespodziewanie znalazł się w zbiorach (Staatliche Museen zu Berlin - Preußischer Kulturbesitz) jako depozyt berlińskiego Konsystorza Ewangelickiego (Dep. 25 FV EKU). Eksponowano go wpierw w Muzeum Bodego na Wyspie Muzeów następnie znajdował się w Gemäldegalerie przy Kulturforum w zachodniej części stolicy RFN. W 2020 podjęto decyzję o zwrocie obrazu do Gdańska. Odzyskane dzieło usytuowano w północnym ramieniu ambitu pomiędzy narożem z północnym ramieniem transeptu i wejściem do zakrystii. Scalono go z oryginalną predellą, która do zwrotu do macierzystej świątyni stanowiła wystrój kościoła św. Jana w Berlinie-Moabit (dzieło Karla Friedricha Schinkla). Na predelli ukazana jest Trójca św. w typie Tronu Łaski w asyście świętych Jerzego i Olafa.